# Siedliszczki (Rejowiec Fabryczny)
Siedliszczki (dawn. Siedliszczki Kolonia) – dawniej samodzielna miejscowość, obecnie część Rejowca Fabrycznego, w województwie lubelskim, w powiecie chełmskim. Leży w południowej części miasta, wzdłuż ulicy Leśnej. Od południa graniczy ze wsią Siedliszczki. Jest to słabo zabudowana ulicówka.
Dawniej kolonia wsi Siedliszczki, od 1867 wieś w gminie Rejowiec, w powiecie chełmskim w województwie lubelskim, gdzie 20 października 1933 weszła w skład nowo utworzonej gromady Siedliszczki w granicach gminy Rejowiec, składającą się ze wsi Siedliszczki, kolonii Siedliszczki i lasów państwowych.
Podczas II wojny światowej w Generalnym Gubernatorstwie (dystrykt lubelski), gdzie w 1943 roku wraz z wsią Siedliszczki liczyły 269 mieszkańców. Po wojnie Siedliszczki kolonia usamodzielniły się od Siedliszczek wsi, i odtąd stanowiły jedną z 25 gromad gminy Rejowiec w województwie lubelskim.
W związku z reorganizacją administracji wiejskiej jesienią 1954 Siedliszczki kol. weszły w skład nowo utworzonej gromady Marynin w powiecie chełmskim, dla której ustalono 12 członków gromadzkiej rady narodowej.
1 stycznia 1958 gromadę Marynin zniesiono, a Siedliszczki kol. włączono do sąsiedniej gromady Morawinek, którą tego samego dnia przekształcono w osiedle o nazwie Rejowiec Fabryczny. W związku z tym Siedliszczki kol. stały się integralną częścią Rejowca Fabrycznego, a po nadaniu Rejowcowi Fabrycznemu praw miejskich 18 lipca 1962 – częścią miasta.